# Maratona di Boston
La Maratona di Boston è la più antica tra le maratone annuali che si svolgono al mondo. La sua prima edizione, ispirata dal successo delle prime Olimpiadi dell'era moderna tenutesi nel 1896, venne infatti disputata nel 1897. Iniziata come manifestazione di rilievo locale, ha progressivamente iniziato ad attrarre atleti provenienti prima da tutti gli Stati Uniti e poi da tutto il mondo.
La gara parte da Hopkinton, nel Massachusetts, e si conclude a Boston, presso Copley Square, il terzo lunedì del mese di aprile, in occasione del Patriots' Day, festa riconosciuta anche nel Maine oltreché nel Massachusetts che commemora l'inizio della Guerra di indipendenza americana. Alla gara partecipano ogni anno circa 20 000 atleti, ma la centesima edizione nel 1996 raggiunse i 38 000 partecipanti.

## Organizzazione
La manifestazione è organizzata dalla Boston Athletic Association (B.A.A.), un'associazione sportiva fondata il 15 marzo 1887 e risulta pertanto essere la più antica degli Stati Uniti. La B.A.A. si occupa anche dell'organizzazione di tutti gli eventi collaterali e di altre manifestazioni sportive nell'arco dell'anno.

## La qualificazione
| Maratona di Boston Tempi di qualifica (a partire dalla corsa del 2020) |          |          |
| Età                                                                    | Uomini   | Donne    |
| 18–34                                                                  | 3h 0min  | 3h 30min |
| 35–39                                                                  | 3h 5min  | 3h 35min |
| 40–44                                                                  | 3h 10min | 3h 40min |
| 45–49                                                                  | 3h 20min | 3h 50min |
| 50–54                                                                  | 3h 25min | 3h 55min |
| 55–59                                                                  | 3h 35min | 4h 5min  |
| 60–64                                                                  | 3h 50min | 4h 20min |
| 65–69                                                                  | 4h 5min  | 4h 35min |
| 70–74                                                                  | 4h 20min | 4h 50min |
| 75–79                                                                  | 4h 35min | 5h 5min  |
| 80+                                                                    | 4h 50min | 5h 20min |

La maratona è aperta a chiunque abbia compiuto 18 anni. Tuttavia è necessario che i partecipanti abbiano raggiunto, nei 18 mesi precedenti la manifestazione, un tempo conseguito in una maratona ufficiale inferiore a un massimo prestabilito. Tale massimo prestabilito varia in funzione del sesso e dell'età del partecipante e va da un minimo di 3h 05' per gli uomini e 3h 35' per le donne di età compresa tra i 18 e i 34 anni ad un massimo di 4h 55' per gli uomini e 5h 25' per le donne di età superiore agli 80 anni.
Per il 2015 il tempo di qualifica deve essere posteriore al 14 settembre 2013.
Sino all'edizione del 2011 la qualificazione avveniva sulla base del possesso dei tempi minimi di qualifica e secondo il criterio della priorità temporale di iscrizione. Dall'edizione del 2012 il criterio tiene invece conto dei tempi effettivi e privilegia i tempi migliori attraverso un sistema di iscrizioni "a finestre".
La procedura di qualificazione per l'edizione del 2012 è stata la seguente. Le iscrizioni si sono articolate in due settimane, ossia in due "finestre" temporali. La prima settimana è stata dedicata alla prima "finestra", riservata agli atleti con i tempi migliori, ed è stata articolata in tre "sotto finestre". La seconda settimana ha ospitato la seconda "finestra" temporale, quella degli atleti che disponevano del tempo massimo di qualifica. Nel dettaglio: le iscrizioni si sono aperte il 12 settembre e si sono chiuse il 23 settembre del 2011. Il primo giorno di iscrizioni, il 12 settembre 2011, si è potuto registrare chi aveva un tempo di qualifica inferiore di 20 minuti (o più) rispetto al minimo richiesto per il suo sesso e fascia di età. Due giorni dopo, il 14 settembre 2011, si è potuto iscrivere chi aveva un tempo di qualifica inferiore di 10 minuti (o più) rispetto al minimo richiesto per il suo sesso e fascia di età. Dal 16 settembre 2011 (venerdì) le registrazioni si sono aperte a chiunque avesse un tempo di qualifica inferiore di 5 minuti (o più) rispetto al minimo richiesto per il suo sesso e fascia di età. Alla fine di questa prima settimana è stato comunicato il risultato dell'iscrizione ai qualificati sulla base di una vera e propria graduatoria. Nella seconda settimana, dal 19 settembre al 23 settembre 2011, si sono potuti iscrivere tutti, purché con il tempo massimo di qualifica e nell'ambito della disponibilità di posti rimanente dopo la prima settimana. Come risultato di tale procedura, per qualificarsi alla Maratona di Boston del 2012 è stato necessario avere un tempo di 1 minuto e 14 secondi inferiore al tempo massimo richiesto per l'iscrizione.
A partire dall'edizione del 2013 i tempi massimi di qualificazione sono stati inoltre abbassati di 5 minuti per ogni fascia di età ed altri 5 minuti sono stati tolti per l'edizione 2014. Già dall'edizione del 2012, comunque, i tempi massimi di qualifica sono stati abbassati dei 59 secondi di tolleranza sino ad allora previsti, ma solo per la prima finestra. Dall'edizione del 2013 i 59 secondi di tolleranza non sono stati ammessi nemmeno per la seconda finestra. Sono stati inoltre previsti tempi di qualificazione differenti per gli atleti diversamente abili.
Oltre ai concorrenti qualificati in virtù del loro tempo vengono ammessi circa altri 1.250 concorrenti che hanno raggiunto una certa somma di donazioni ad enti benefici segnalati dagli organizzatori.

## Il percorso
Lasciata Hopkinton, si attraversano le cittadine di Ashland, Framingham, Natick e Wellesley (dove si supera la metà gara). Si entra quindi nel comune di Newton, caratterizzato dalle Newton Hills, una successione di quattro salite che culmina con la Heartbreak Hill. Superato il Boston College (al 37º km), si entra a Boston in Beacon Street, poi Kenmore Square, quindi si percorre Commonwealth Avenue, Hereford Street e Boylston Street, sino al traguardo posto vicino alla John Hancock Tower in Copley Square.

### Heartbreak Hill
La Heartbreak Hill ("Collina spaccacuore") è una salita di circa 600 m posta nella seconda metà della Maratona di Boston, tra il 32º e il 33º km. È l'ultima delle quattro Newton Hill. Proprio a causa della loro posizione nel finale di gara le Newton Hille - e la Heartbreak Hill in particolare - rappresentano un passaggio difficile della maratona. Il nome "Heartbreak Hill" prende origine da un episodio accaduto nell'edizione del 1936. Proprio su questa salita il campione uscente John A. Kelley superò il leader della corsa, Ellison "Tarzan" Brown, dandogli una "amichevole" pacca sulle spalle. Questo gesto produsse una reazione da parte di Tarzan Brown che incrementò la velocità, superò Kelley e tagliò per primo il traguardo "spezzando", secondo le parole del reporter del Boston Globe, Jerry Nason, "il cuore di Kelley".

## I premi
Per molti anni la Maratona di Boston ha consegnato soltanto premi simbolici, ma dal 1986 si è dotata di un montepremi in denaro, sotto la pressione degli atleti di primo piano che rifiutavano di affrontare la gara senza adeguati premi; dopo diverse resistenze, venne deciso di istituire questi premi anche grazie all'appoggio di alcuni importanti sponsor.

## I record e i vincitori

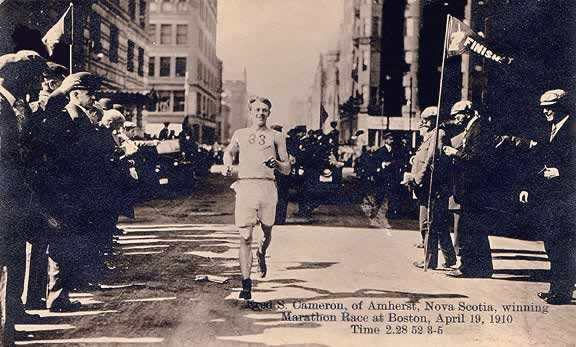
L'arrivo vittorioso di Fred Cameron nel 1910

Per molti anni la maratona è stata dominata dagli atleti statunitensi e canadesi, ed il primo vincitore non nordamericano fu il tedesco Paul DeBruyn nel 1932. Negli ultimi anni la gara è dominata dagli atleti africani.
- Maggior numero di vittorie:
  - Uomini: Clarence DeMar  Stati Uniti, 7 vittorie tra il 1911 ed il 1930
  - Donne: Catherine Ndereba  Kenya, 4 vittorie tra il 2000 ed il 2005
- Primati della gara:
  - Uomini: Geoffrey Mutai  Kenya, 2:03:02 (2011)
  - Donne:  Buzunesh Deba  Etiopia, 2:19:59 (2014)

## L'apertura alle donne
La maratona era aperta solo agli atleti di sesso maschile fino al 1972. 
La prima donna che corse la maratona di Boston fu Roberta (Bobby) Gibb. Non corse ufficialmente perché, pur presentando regolare domanda di iscrizione, venne respinta in quanto la competizione era riservata solo agli uomini; tuttavia, si presentò alla partenza vestita da uomo. Riconosciuta donna dagli altri atleti, ricevette solidarietà e portò a termine la sua corsa. La sua vittoria venne sancita e riconosciuta ufficialmente molti anni dopo.
Nel 1967 l'atleta di sesso femminile Kathrine Switzer corse la maratona di Boston grazie ad uno stratagemma e gli organizzatori cercarono di strattonarla fuori dalla pista.

## L'attentato dell'aprile 2013
Durante l'edizione del 2013, svoltasi il 15 aprile, due terroristi fecero esplodere due ordigni a breve distanza dalla linea del traguardo, causando 3 morti e 264 feriti. Le esplosioni avvennero in Boylston Street (vicino a Copley Square) verso le ore 14:50 EDT (18:50 UTC), più di due ore dopo che i primi atleti avevano tagliato il traguardo.